# Crise de Bizerta
A Crise de Bizerta foi um conflito diplomático e militar que ocorreu em julho de 1961, quando a Tunísia impôs um bloqueio sobre a base naval francesa em Bizerte, Tunísia, na esperança de forçar sua evacuação. A crise culminou em uma batalha de três dias entre as forças francesas e tunisianas, que deixaram cerca de 630 tunisianos e 24 franceses mortos e eventualmente levou a França ceder a cidade e a base naval para a Tunísia em 1963.
Após a Tunísia obter a independência da França em 1956, a França permaneceu no controle da cidade e sua base naval, um porto estratégico no Mediterrâneo, que desempenhava um papel importante nas operações de francesas durante a Guerra da Argélia. A França havia prometido negociar o futuro da base, mas até então recusou-se a removê-la. A Tunísia ficou ainda mais enfurecida ao saber que a França pretendia expandir a base aérea.
Em 1961, as forças da Tunísia cercaram e bloquearam a base naval, na esperança de forçar a França a abandonar suas propriedades no país. Após a Tunísia advertir a França contra qualquer violação de espaço aéreo tunisiano, os franceses desafiadoramente enviaram um helicóptero. As tropas da Tunísia reagiram disparando tiros de advertência. Em resposta ao bloqueio, 800 pára-quedistas franceses foram enviados. Enquanto os pára-quedistas pousavam no campo de pouso, as tropas da Tunísia abriram fogo com metralhadoras. Em resposta, jatos franceses armados com mísseis e obuses 105 milímetros explodiram os bloqueios de estradas da Tunísia, destruindo-as. Tanques franceses e carros blindados, em seguida, entraram em território tunisiano, e dispararam contra a cidade de Menzel Bourguiba, matando 27 soldados e civis.
No dia seguinte, os franceses lançaram uma invasão em grande escala da cidade de Bizerte. Os tunisianos tiveram alguns postos de artilharia destruídos por mísseis disparados por aviões franceses. Tanques e pára-quedistas penetraram na cidade a partir do sul, enquanto fuzileiros navais invadiram o porto de desembarque de embarcações. Três cruzadores franceses foram posicionados na costa marítima. Soldados, paramilitares, e voluntários civis tunisianos organizados às pressas envolveram-se em pesados combates de rua com os franceses, mas foram forçados a recuar diante da imensa superioridade das forças francesas. Os franceses invadiram a cidade em 23 de julho de 1961.
Os militares franceses finalmente abandonaram de Bizerte em 15 de outubro de 1963, após a conclusão da Guerra da Argélia.
Muito transmitido pela imprensa francesa e internacional na época, o conflito é praticamente esquecido no século XXI. No entanto, para o Coronel Noureddine Boujellabia, é "obviamente um grande evento na história contemporânea da Tunísia". A crise de Bizerte está inserida no contexto da Guerra da Argélia e da contínua Guerra Fria.